# Chorey-les-Beaune
Chorey-les-Beaune è un comune francese di 535 abitanti situato nel dipartimento della Côte-d'Or nella regione della Borgogna-Franca Contea.

## Società

### Evoluzione demografica
Abitanti censiti